# Educació per a la salut
L'educació per la salut (EpS) és un procés d'ensenyament-aprenentatge planificat que condueix a la modificació de les conductes relacionades amb la salut, adoptant conductes saludables o canviant conductes que perjudiquen la salut per conductes saludables. L'educació per a la salut es presenta com l'eina fonamental per exercir la promoció de la salut. Pot i ha de practicar sobre diferents àmbits, sent els fonamentals, els àmbits sanitari, educatiu i comunitari, incloent en aquest últim l'àmbit laboral. Es considera una de les disciplines més joves en l'àmbit de les ciències de la salut. El terme EpS suggeria la comunicació cap a fora i cap a sota de coneixements sobre la salut, a individus als quals se suposava desproveïts dels mecanismes cognitius sobre la manera d'evitar les malalties.
| «      | L'Educació per a la Salut comprèn les oportunitats d'aprenentatge creades conscientment que suposen una forma de comunicació destinada a millorar l'alfabetització sanitària, inclosa la millora del coneixement de la població en relació amb la salut i el desenvolupament d'habilitats personals que condueixin a la salut individual i de la comunitat. | » |
| — OMS, | |   |

Hi ha moltes definicions sobre l'Educació per la Salut i al llarg dels anys s'han anat modificant, aquests són alguns dels exemples:
- L'EpS és “la suma d'experiències que modifiquen favorablement els hàbits, les actituds i els coneixements relacionats amb la salut individual i comunitària”[4]
- L'EpS és “la ciència de la salut que té com a finalitat ajudar els individus a aconseguir la salut pels seus propis actes i esforços”[5]
- “S'entén per EpS qualsevol combinació d'activitat d'informació i educació que porti a una situació en la qual la gent DESITGI estar sana, SAPIGUI com aconseguir la seva salut, FAGI el que pugui individual o col·lectivament per mantenir la salut i BUSQUI ajuda quan ho necessiti”[6]
- És un procés planificat i sistemàtic de comunicació d'ensenyança-aprenentatge orientat a fer fàcil l'adquisició, elecció i manteniment de les pràctiques saludables i fer difícils les pràctiques de risc[7]

La EpS aborda no només la transmissió d'informació, també el foment de la motivació, les habilitats personals i l'autoestima, necessàries per adoptar mesures destinades a millorar la salut. La EpS inclou no només la informació relativa a les condicions socials, econòmiques i ambientals subjacents que influeixen en la salut, sinó també la que es refereix als factors de risc i comportaments de risc, a més de l'ús del sistema d'assistència sanitària. L'educació per a la salut suposa comunicació d'informació i desenvolupament d'habilitats personals que demostrin la viabilitat política i les possibilitats organitzatives de diverses formes d'actuació dirigides a aconseguir canvis socials, econòmics i ambientals que afavoreixin la salut.
En el passat, l'educació per a la salut s'emprava com a terme que abastava una gamma més àmplia d'accions que incloïen la mobilització social i l'advocacia per la salut. Aquests mètodes estan ara inclosos en el terme promoció de la salut, i el que aquí es proposa és una definició menys extensa de l'educació per a la salut per a distingir entre aquests dos termes.
L'educació per a la salut permet la transmissió d'informació, i fomenta la motivació de les habilitats personals i l'autoestima, necessària per adoptar mesures destinades a millorar la salut individual i col·lectiva. Suposa comunicació d'informació i desenvolupament d'habilitats personals que demostrin la viabilitat política i les possibilitats organitzatives de diverses formes d'actuació dirigits a aconseguir canvis socials, econòmics i ambientals que afavoreixin a la salut.

## Història
L' Educació per a la Salut està íntimament lligada al concepte de salut-malaltia que s'ha mantejat en les diferents èpoques de la Humanitat i en totes elles s'ha adoptat una posició que ha sigut característica.
Tant la cultura egípcia com la grega, l'hebrea, la romana o la indígena americana es preocuparen per la neteja del cos, també per la de l'ànima i per les condicions d'higiene de l'habitatge i del medi que els rodejava, així com pel que menjaven i bevien i la disposició final dels residus líquids i sòlids que sortien expulsats dels seus cossos. Tots i cada un d'aquests elements es tengueren el compte en les diferents èpoques per explicar els problemes relacionats amb la salut i la malaltia.
Durant el segle xix, es va utilitzar l'Educació per a la Salut per la divulgació de certs problemes de salut, de higiene personal i fins i tot per donar consells relacionats amb l'agricultura, a través de llibres, almanacs, diaris o fulletons. Cap a la fi del segle XX es va arribar a afirmar que per prevenir les malalties i promoure la salut era necessari, com a primera mesura, combatre la ignorància per mitjà de l'educació de la població. D'aquesta manera, es va prendre l'Educació per a la Salut com la base pel desenvolupament dels pocs serveis de salut pública existents.
Més endavant, al segle xx, amb el desenvolupament d'alguns programes relacionats amb la salut escolar. el personal de salut i els educadors, foren creant la necessitat de conèixer temes relacionats amb:
- El desenvolupament infantil
- L'alimentació i la nutrició infantil
- La higiene personal
- La salut mental
- Els accidents
- Les drogues i l'alcoholisme

Aquest interès va donar impuls al desenvolupament de l'Educació per a la Salut. En el nostre país, en 1937, va iniciar les seves funcions la Secció d'Educació Sanitària, pertinent al Departament d'Estadística Vital, del Ministeri de Salubritat Pública. Després, en 1940, aquesta secció pas a integrar el Departament Sanitari Escolar.
Durant una època eminentment propagandística, en alguns països, es va utilitzar l'Educació per a la Salut per difondre entre el públic informacions relacionades amb la salut. Aquestes informacions tractaven de transmetre's evitant les escenes xocants i negatives del passat, substituint-les pels missatges agradables, alegres, amb humor, positius. La radio va fer la seva aparició i va contribuir en gran forma amb la difusió d'aquests missatges.
L'Educació per a la Salut va començar a reconèixer-se com un camp d'aplicació en Salut Pública i començà a contractar-se personal perquè s'encarregarà de desenvolupar activitats en aquest camp. Poc temps va bastar per iniciar la formació professional en Educació per a la Salut a nivell universitari i, posteriorment, en escoles de salut pública.
A mitjans del segle xx, els educadors per la salut treballaven directament amb les comunitats, proveint la seva participació en la identificació i anàlisis dels seus problemes de salut i en la proposició d'alternatives de solució.
Un fet important per la promoció i el desenvolupament de l'Educació per a la Salut va ser la creació, en 1951, en França, de la Unió Internacional per l'Educació Sanitària Popular. Aquesta agrupació va promoure la creació de comitès i associacions d'Educació per a la Salut en els diferents països.
Durant les dècades de 1970 i 1980, algunes de les funcions que realitzaven eren les següents:
- La capacitació del personal de salut i d'educació en mètodes i tècniques educatives, així com a la població sobre els seus principals problemes de salut.
- L'elaboració de materials educatius i la transmissió permanent d'informacions per diferents canals sobre temes de salut prioritaris.
- Estimular a les comunitats de coneixement i la utilització adequada dels serveis de salut.
- L'assessoria del component educatiu dels diferents programes institucionals.
- La realització d'investigacions i avaluacions a l'educació per a la Salut que permeten a les institucions per prendre decisions més adequades.[8]

Alguns autors reconeguts serien:
- Galè - va escriure “Hygieia”, on es donaven consells d'alimentació i de la vida quotidiana. Aquest text anava dirigit a la població, és a dir, no estava especialitzat per a professionals. Un altre llibre va ser “Régimen Sanitatis Salernitatum”, també escrit en forma més coloquial, per a tots els públics.
- Florence Nightingale (1870) -era una enfermera que va crear una escola on explicava com tractar els malalts i els seus familiars. A més, va ajudar a florir la Salut Pública.

El 1921 es va redactar el 1º Programa d'EpS (Inst. Mas. 1921), on es crea la figura de la EpS dins la Salut Pública. Anglaterra i Canadà foren els primers països que començaren a mobilitzar l'educació en la Salut Pública “The Public Health education” (org. 1922). Winslow (1923) va redefinir el que era Salut Pública i proposà les seves bases teòriques, donant una certa importància a l'educació. Aquest personatge no era metge, tan sols un editor interessat pel món de la sanitat. Thomas Mc Keown i Milton Terris (1980) varen ser els seus seguidors com a teòrics proposant i renovant les teories de Winslow. Wood, el 1926, va definir el concepte d'Educació per la Salut. I l'OMS, poc després (1946), va establir una nova definició de salut: “La salut és un estat complet de benestar físic, mental i social, i no consisteix solament en l'absència de la malaltia” Marc Lalonde (1974) va desenvolupar els determinants de la salut, tan importants per comprendre que hi ha algo més que l'aspecte biològic i orgànic que afecta a la nostra salut. Per tant, s'ha de donar, tanta o més importància a l'entorn i als hàbits o l'estil de vida, com la que es dona a la biologia.

## Objectius
L'EpS busca promoure la responsabilitat personal, incorporant coneixements, actituds i hàbits saludables i desenvolupar la capacitat crítica per prendre decisions que facilitin la cura de la pròpia salut i dels altres. Els objectius de l'EpS són
- Modificar conductes negatives
- Promoure noves conductes positives
- Canviar els ambients per altres de més favorables per la salut
- Capacitar a l'individu per mantenir una actitud activa davant la salut pròpia i dels altres.

La duen a terme generalment professionals de la salut o altres persones que han estat educades anteriorment per educar (grups socials, associacions, famílies, mitjans de comunicació...), també s'anomenen agents d'educació per a la salut.
La intervenció que du a terme l'educació per la salut té diferents objectius sobre els educats: generals i específics.
Objectius generals:
- Promoure la salut com un valor essencial i bàsic per un bon desenvolupament social i personal.
- Informar a la població sobre salut, malaltia i discapacitat, així com formar-la per tal de millorar i protegir la seva pròpia salut, amb l'ajuda dels serveis d'assistència mèdica del país.
- Eliminar o reduir comportaments que comprometin la salut.
- Promoure la conscienciació de l'impacte dels factors ambientals i socials sobre la salut.

Objectius específics:
- Motivar a la població perquè realitzi un canvi en els seus hàbits de vida i aquests siguin més saludables.
- Proporcionar a la població els coneixements necessaris per adoptar i mantenir estils de vida saludables i capacitar-los i motivar-los per dur-los a terme.
- Si s'escau, impulsar canvis en el medi ambient que afavoreixin unes condicions i conductes saludables.
- Promoure l'ensenyament, formació i capacitació dels agents d'Eps comunitaris, qui capacitaran a la població.
- Augmentar la informació ja coneguda a través d'investigacions i avaluacions per tal de saber quins mètodes o eines són més efectius.
- Aportar la idea del continu salut-malaltia a la vida de les persones per tal d'intervenir en tots els esdeveniments que pateix la persona al llarg de la seva vida per mantenir la seva salut o minimitzar els efectes de les malalties.
- Aportar informació adequada sobre estils de vida en relació amb el benestar físic, psíquic i social de l'individu. Al mateix temps, l'educació de la salut, pot considerar-se segons dues perspectives diferents: prevenció de la salut o promoció de la salut.[11]

Des del punt de vista de la prevenció, l'objectiu principal és capacitar a les persones perquè elles mateixes puguin gestionar la seva salut i evitar tant malalties com conductes de risc que comprometin la seva salut. Des de la perspectiva de la promoció s'intenta capacitar i conscienciar a la població perquè pugui adoptar nous hàbits i estils de vida saludables.

## Procés de comunicació
L'educació per a la salut vista com un procés de comunicació implica la transmissió d'un missatge entre emissor i receptor, són elements claus d'aquest procés: l'educador en salut, el missatge i les persones o grups als quals s'adreça.
- Educador en salut: És tota aquella persona que contribueix de forma conscient o inconscient al fet que els individus adoptin una conducta en benefici de la seva salut. En aquest sentit és important rescatar el paper de la família, el personal de salut i els docents dels centres educatius.
- Missatge: Ha d'estar basat en les proves científiques adaptades a la capacitat d'aprenentatge de qui el rep. Es transmet directament a través de la paraula oral o escrita, o per mitjà de la imatge, i indirectament a través de l'exemple que es deriva de les conductes i actituds de l'educador en salut.
- Receptor: És l'individu o grup de persones a la qual es dirigeix l'Educació per a la salut.

S'ha de recalcar que el procés informatiu no és equivalent a Educació per a la Salut, ja que en el procés esmentat la comunicació entre emissor i el receptor és unidireccional. El que busca l'EpS, com bé diu el seu nom, és que s'utilitzi una comunicació continuada, on hi ha interacció entre l'emissor i el receptor i que no només es proporcioni informació, i aquestes premisses es troben al procés d'educació.

## Procés educatiu
L'Educació per a la salut és considerada com un fenomen pedagògic implica l'existència d'un procés d'ensenyament-aprenentatge.
- Ensenyament: Les activitats d'ensenyament busquen desenvolupar les facultats individuals per aconseguir els objectius de l'acció de capacitació.
- Aprenentatge: És un procés que es construeix en funció de les experiències personals i que quan és significatiu, produeix un canvi, durador en la forma d'actuar, pensar i sentir de les persones.[12]

## Models de planificació

### Model PRECEDE-PROCEDE (Autor: Green i Kreuter)
- Predisposing (predisposen)
- Reinforcing and (reforcen)
- Enabling (faciliten)
- Causes in (les causes
- Educational (educacional)
- Diagnosis and (diagnòstic i)
- Evaluation (l'avaluació)

Aquest model va ser descrit per Green i Kreuter i es va dissenyar com una forma de valorar les necessitats de l'EpS d'una comunitat. Aquest model és per a l'educació en salut i per als programes de promoció de la salut, es recolza en el principi que la majoria dels canvis de comportament són voluntaris per naturalesa.
Aquest principi es reflecteix en el sistemàtic procés de planificació que intenta donar poder als individus amb: comprensió, motivació i habilitats perquè participin activament en la resolució dels problemes de la comunitat amb el fi de millorar la qualitat de vida.
Els passos bàsics del model PRECEDE inclouen: 
1. El diagnòstic social – qualitat de vida
2. El diagnòstic epidemiològic – salut
3. El diagnòstic del comportament i de l'ambient – estils de vida i comportament, medi ambient
4. El diagnòstic educacional i organitzacional
  1. factors de predisposició: són aquells que antecedeixen la conducta i que proveeixen aspectes racionals o motivacions per realitzar-la. Són factors que apareixen en les fases de pre-contemplació, contemplació i preparació de les etapes del canvi.
  2. factors de reforç: són condicions de vida que actuen com barreres a l'acció. També inclouen les noves habilitats que una persona, organització o comunitat necessita per realitzar un canvi conductual o ambiental.
  3. factors facilitadors: són la conseqüència de l'acció que determina si la persona rep un feedback positiu o negatiu i si aquest feedback és recolzat socialment després de passar.
5. El diagnòstic administratiu
6. Implementació
7. Avaluació del procés
8. Avaluació de l'impacte
9. Avaluació de resultats

Aquest model parteix de diverses disciplines per analitzar els problemes socials, de salut i factors del comportament. Els factors del comportament s'analitzen més a fons distingint els factors que faciliten i predisposen l'aparició d'una conducta no saludable o reforcen la seva existència. Aquests factors són els que constitueixen el centre d'una intervenció en EpS dirigida sempre a l'adopció voluntària d'una conducta saludable.
Totes les causes de la conducta que s'han identificat en els models d'educació es poden organitzar seguin la classificació proposada pel model PRECEDE en la seva fase 4 (diagnòstic educatiu i organitzatiu).
Podem identificar tres categories de factors que afecten a la conducta individual o col·lectiva, incloent accions d'organitzacions en relació amb l'ambient, cada un dels quals té un tipus diferent d'influència en la conducta.

### Model PIDICE
Aquest model intenta aconseguir que aquelles variables crítiques que impedeixen aconseguir que una persona es comporti saludablement es reorientin facilitant el comportament saludable, per tant, fer més fàcil les pràctiques de salut i menys probables les pràctiques de risc. Va ser creat per Costa i López el 1996 i és una derivació del model “ conceptual d'entendre el comportament humà denominat de les 7 esferes”.
Fases
Aquest model, proposa un procés de planificació i intervenció estructurat en fases i components.
L'acrònim respon a les inicials de P-reparar, I-dentificar, DI-ssenyar, C-anviar i E-valuar (avaluar en català), que són les cinc fases del model.
En la fase de preparar s'identifiquen i s' analitzen les necessitats de la població, el que permetrà prendre la decisió de començar o no la intervenció. Aquesta fase requereix una sèrie de criteris i condicions.
En la fase d'identificar, els autors fan referència a identificar les necessitats, recursos i problemes de salut, i per altra part, identificar les pràctiques de risc i els objectius conductuals del programa.
La fase de dissenyar, busca establir les condicions personals i ambientals que facin possible modificar les variables prèviament definides com a punts a modificar, per fer més fàcils les pràctiques saludables o més difícils les de risc.
En la quarta fase de canviar, s'ha d'estar molt atent als possibles imprevistos que puguin sortir, i s'aconsella fer un seguiment adequat registrant tot tipus d'incidències.
S'acaba amb la fase d'avaluar. Com diuen els autors del model, aquesta fase hauria de “permetre'ns atribuir raonablement quins resultats a quins components del programa, identificar quin aspecte convé millorar o modificar i, sobretot, assentar sobre bases sòlides el nostre propi procés d'aprenentatge com a educadors per la salut”.

## Destinataris
La salut és un aspecte fonamental a la vida de totes les persones d'una societat, ja que és un dret propi de la persona que apareix a la Declaració Universal dels Drets Humans i a la Constitució Espanyola.
L'educació per la Salut consisteix en una presentació d'informació que pugui ser compresa, entesa i sintetitzada pels destinataris. Anirà dirigida a tota persona, col·lectiu i/o situació en què sigui necessari promoure i capacitar sobre la salut.
Podem dividir els destinataris en tres grups:
- Destinataris sans:

Aquests són els més importants. Tot i estar sans el que es busca és que arribin a capacitar-se tant físicament com socialment i mentalment.
Els camps més importants són: l'escola, el món laboral, comunitat, domicilis, centres de salut o llocs de reunió...
Va dirigida a: nens, adolescents, adults i gent gran. Esportistes, professionals de salut, immigrants, mestres...
- Destinataris malalts:

Els destinataris malalts són més moldejables, ja que el seu desig és recuperar la salut, per tant, la capacitació perquè adoptin uns bons hàbits de vida són més senzills i més potents en aquest grup. Els camps més importants són: centres de salut, hospitals, centres de dia, residències, domicilis, associacions...
Va dirigida a: gent amb discapacitats, esportistes, gent amb problemes de salut mental, anorèxia, bulímia.
- Població en risc

Aquest grup està constituït per aquelles persones que degut a certes característiques, ja siguin biològiques, físiques o socials tenen una major probabilitat de desenvolupar determinades malalties o patir intoxicacions o accidents.
Va dirigida a: nadons, nens, dones embarassades, dones en període de lactància, gent gran, obesos. Persones que manipulin maquinària perillosa com xòfers de camions, pilots d'avió o persones que realitzin un treball molt estressant. Població amb problemes d'exclusió social com per exemple: immigrants, prostitutes, presoners. Un altre grup de risc està constituït per les persones que ingereixen substàncies tòxiques i addictives com el tabac, drogues, alcohol...
Sempre tenint en compte la pròpia persona així com la seva família i/o entorn.

### Agents
L'educació per a la salut és part d'una perspectiva de millora general de la salut. S'interessa en les actituds i comportaments de salut, estils de vida actual o potencial, individus i reuneix enfocaments que tenen com a objectiu ajudar, motivar i educar la gent per mantenir i millorar la seva salut. Es refereix a tots els professionals que tenen una influència sobre la salut de les poblacions, inclosos els professionals en l'àmbit social, la salut i l'educació en general.
Identificar les activitats i habilitats comunes a tots els professionals de la salut, socials i educatius, quan intervinguin en l'educació sanitària, en contacte directe amb el públic. Aquestes intervencions es duen a terme en contextos molt diferents circumstàncies (escoles, centres de salut o la salut de la comunitat, associacions, professionals de la salut en la pràctica privada, els centres de formació, universitats, etc.).
L'educació sanitària de tots els professionals del sector de la salut (metges, infermeres, auxiliars d'infermeria ...), el sector social (treballadors socials, educadors, cuidadors ...), i l'educació (directors dels centres als mestres, per no parlar de les infermeres escolars ...). Si una petita proporció d'ells va optar per invertir en el camp de l'educació per a la salut i capacitar per desenvolupar pràctiques de qualitat, hi hauria un gran nombre de treballadors del camp, el que permet l'ajust programes d'acció en realitat a l'abast de tots. Queda per establir la formació que necessiten, amb mitjana i un temps realista.

## Marc Legal

### Context internacional
L'educacio per a la salut es va impulsar de manera important en l'àmbit de l'atenció primària durant la Conferència Internacional sobre Atenció Primària de l'OMS que va tenir lloc l'any 1978 a Alma-Ata. S'hi va definir l'estratègia “Salut per a tothom l'any 2000”. Aquestes condicions sanitàries mínimes conformen l'atenció primària de salut, en la qual destaca l'educació per a la salut com la primera de les vuit activitats fonamentals de l'ApS. durant la Primera Conferència Internacional de Promoció de la Salut — Els principis que es van elaborant es concreten en la Conferència d'Ottawa sobre Promoció de la Salut (1986). Fruit d'aquesta conferència és un important document conegut com "La Carta d'Ottawa" (Declaració d'Ottawa per a la Promoció de la Salut), en la qual es defineix un nou concepte de salut més positiu, més integral, valorant tant els recursos socials i individuals con les capacitats físiques. D'aquesta manera, la promoció de la salut exigeix l'acció concertada de tots: governant, el sector de la salut i altres sectors socials i econòmics, organitzacions voluntàries no governamentals, autoritats locals, indústries i serveis. Els individus durant tota la seva vida intervenen tant com a individus, com a famílies i com a comunitats ".
La intervenció en Promoció de Salut vol dir que s'ha d'elaborar una adequada política de Salut Pública, crear nous mitjans favorables, reforçar l'acció comunitària, adquirir unes actituds individuals i reorientar els serveis de salut.
El 29 de març de 1996, el Parlament Europeu —mitjançant la Decisió 645/96 del Programa d'acció comunitari de promoció, informació, educació i formació en matèria de salut, determinà que l'EpS és indispensable a les escoles i als àmbits laboral, sanitari i social, a més d'altres accions de formació, informació, prevenció, etc. per assolir els objectius de salut necessaris per a la població europea.
Durant la IV Conferència Internacional de Promoció de la Salut, que va tenir lloc a Jakarta l'any 1997, es va fer menció clarament de la necessitat de l'EpS per a la població com a eina per millorar la salut, tant la individual com la col·lectiva, ja que la nova visió d'entendre els determinants de la salut que s'identificaren tenen molt a veure amb els estils de vida, els hàbits, els entorns i les circumstàncies que fonamentalment s'haurien d'abordar des d'estratègies de promoció de la salut i mitjançant eines com l'EpS.
L'any 1998, l'OMS aprovà la política de “Salut per tothom al segle XXI”. En aquest marc s'establiren les prioritats globals per a les dues primeres dècades del segle XXI i també els objectius que han de crear les condicions necessàries perquè les persones d'arreu del món assoleixin i mantenguin el màxim nivell de salut possible.
L'any 2002, les eines necessàries per garantir el treball col·laboratiu entre els ministeris de salut i d'educació, es reflexionà sobre les millors evidències acumulades i l'impacte de les escoles promotores de salut i s'identificaren els passos essencials per elaborar un programa de promoció de la salut a les escoles amb èxit.

### Context espanyol
La influència de l'OMS es va constatar amb la publicació de la Llei 14/1986, general de sanitat, on s'exposa que el sistema sanitari s'ha d'orientar prioritàriament a la promoció de la salut, la prevenció de la malaltia i la promoció de l'interès individual i col·lectiu per a la salut mitjançant l'adequada educació per a la salut de la població.
L'administració pública pel desenvolupament de l'EpS a Espanya, l'any 1989 es va subscriure un conveni de col·laboració per facilitar les accions conjuntes d'EpS als centres escolars de totes les comunitats autònomes.
L'any següent, es publicà la Llei orgànica 1/1990, d'ordenació general del sistema educatiu (LOGSE), que definia els continguts d'aprenentatge que havien de ser presents a través de les diferents àrees formatives, i es tractava de temes transversals.
Posteriorment el Ministeri d'Educació impulsà que les escoles treballassin l'EpS mitjançant l'adhesió a la Xarxa Europea d'Escoles Promotores de Salut (REEPS). L'objectiu principal és aconseguir una escola saludable que faciliti l'adopció per tota la comunitat educativa d'estils de vida sans en un ambient favorable per a la salut.
La Llei orgànica 2/2006, d'educació (LOE), recull entre els seus fins i principis la transmissió dels valors que afavoreixen la llibertat personal, la responsabilitat, la ciutadania democràtica, la solidaritat, la tolerància, la igualtat, el respecte i la justícia, que són la base d'una vida en comú.
Per a tots els nivells de l'ensenyament obligatori estableix objectius encaminats a desenvolupar capacitats afectives i psicosocials de l'alumnat.